# 俄羅斯空降軍第76近衛空中突擊師
榮膺蘇沃洛夫勳章的近衛紅旗第76“切爾尼戈夫”空中突击师（俄語：76-я гвардейская десантно-штурмовая Черниговская Краснознамённая, ордена Суворова дивизия），簡稱：第76近衛空降師（俄語：76 гв. дшд.）部隊代號07264（в/ч 07264）。是一支駐紮於普斯科夫的俄羅斯空降軍師團。

## 歷史
第76近衛空中突擊師的前身為建立於1939年的第157步槍師。1943年3月1日，該師被改制為第76近衛步槍師。該師隸屬於第2白俄羅斯方面軍第70軍，並參與了切爾尼戈夫、敖德薩、布列斯特以及但澤等地的戰事，直至1945年5月戰爭結束時。
第二次世界大戰結束後，第76近衛步槍師的組織結構經歷了多次重大變革：
- 1946年7月6日，第76近衛步槍師被改為第76近衛空降師，並遷移至大诺夫哥罗德，直屬於空降司令部。
- 1947年4月間，該師再次遷移至普斯科夫，並於翌年10月成為第15近衛空降兵團的下級單位。該師下轄第234近衛空中登陸團、第237近衛空降團以及第154近衛炮兵團。
- 1949年2月18日，第234兵團升格為空降兵團。1955年4月30日，在第21近衛空降師被解編後，其原所屬的第104近衛空降團因此被第76近衛空降師接收。
- 1959年1月6日，第242獨立軍事運輸航空分隊成立，並以協助第76近衛空降師為主要任務。該分隊擁有10架An-2。
- 1960年8月15日，第154近衛炮兵團被改制為第819獨立近衛炮兵營。
- 1962年4月27日，第819炮兵營被升格為第1140近衛炮兵團。[1]

第76師原先擁有三個團：第104近衛空降團、第234近衛空降團以及第237近衛空降團，但第237空降團於2002年遭到解編。
在經歷試驗及初創的陣痛期後，隸屬於第76空降師的第104空降團成為俄羅斯境內第一支完全由專業士兵（志願役士兵）組成的地面部隊，且不再接受「срочники」－即年僅18歲的義務役士兵。
2000年3月，第104空降團參與了第二次車臣戰爭的776高地戰役，第104近卫伞降团第2营6连及4连一个排、再加上团属侦察兵，共计90名官兵在车臣韦杰诺山谷，拦截了人数达2500多人的车臣叛军南下逃遁通道，全部官兵经4天奋战，仅6人幸存。
2006年，第76空降師被改致為空中突擊師。
2008年，第76空中突擊師參與了南奧塞提亞戰爭，並被部署至南奧塞提亞。

### 2014年克里米亞衝突與頓巴斯戰爭
2014年，第76空中突擊師參與了俄羅斯武裝干預烏克蘭的行動（尤其是兼併克里米亞的行動），並在行動中擔任進攻矛頭。
8月18日，該師獲俄羅斯總統普京頒贈俄羅斯最高榮譽的第二級蘇沃洛夫勳章，以表彰該師「成功完成軍事任務」以及「勇氣與英雄般的作為」。
2014年8月21日，烏克蘭政府宣稱於烏克蘭領土上繳獲了兩輛BMD-2裝甲車以及一只俄軍軍官的地圖手提箱，並有80人死亡。俄罗斯联邦国防部否認俄軍有遺留任何東西於烏克蘭。一份普斯科夫的當地報紙報導第76師在顿巴斯战争中折損了將近一整個連的兵力，而在烏克蘭陣亡的俄軍士兵皆被就地掩埋以防消息走漏。

## 直屬單位與作戰序列
截至2010年為止，第76空中突擊師包含了下列單位：
- 師司令部（駐地：普斯科夫州普斯科夫市，部隊代號：в/ч 07264）
- 榮膺蘇沃洛夫勳章的近衛紅旗第104空中突擊團（駐地：普斯科夫州切廖哈市，部隊代號：в/ч 32515）
- 以聖徒亞歷山大·涅夫斯基命名的，榮膺庫圖佐夫勳章的近衛紅旗第234“黑海”空中突擊團（駐地：普斯科夫州普斯科夫市，部隊代號：в/ч 74268）
- 近衛紅旗第237“托倫”空中突擊團（駐地：普斯科夫州普斯科夫市，部隊代號：в/ч 12865）
- 近衛兩次紅旗勳章的第1140炮兵團（駐地：普斯科夫州普斯科夫市，部隊代號：в/ч 45377）
- 近衛第4防空飛彈團（原第165獨立防空飛彈營擴編而來，駐地：普斯科夫州普斯科夫市，部隊代號：в/ч 81851）
- 榮膺三級博格丹·赫梅利尼茨基勳章的第656獨立戰鬥工兵營
- 第124獨立坦克營
- 第728獨立通訊營
- 第3996空中機動軍醫院
- 第1682獨立後勤營
- 第175獨立偵察營
- 獨立空降支援連
- 獨立核生化防禦連
- 獨立指揮連
- 獨立維修連
- 第201軍用郵政分局

## 外部連結
- 官方网站

## 延伸閱讀
- Thornton, Rod. . The Journal of Slavic Military Studies. 2004, 17 (3): 449–474.